# Archoplites interruptus
Archoplites interruptus – gatunek słodkowodnej ryby okoniokształtnej z rodziny bassowatych (Centrarchidae). Jedyny przedstawiciel rodzaju Archoplites.
Występowanie: Ameryka Północna – zachodnia część USA.
Morfologia: Osiąga do 73 cm długości i 1,4 kg masy ciała.